# Бояры (Свислочский район)
Бояры (бел. Баяры) — деревня в Свислочском районе Гродненской области Белоруссии. Входит в состав Новодворского сельсовета. Располагается на территории национального парка Беловежская пуща.

## Происхождение названия
Доктор филологических наук, профессор Ирина Гапоненко высказала мнение, что название поселения Бояры могло быть образовано  как через стадию прозвания или фамилии Баяр, так и непосредственно от слова «баяр». В эпоху феодализма белорусское население делилось на несколько категорий, которые различались между собой характером повинностей и имущественным состоянием. Одну из этих категорий составляли баяры (рус. бояре). В Великом Княжестве Литовском и Речи Посполитой они не занимали такого высокого сословного положения, как в Древней Руси или Московском государстве. Белорусские баяры — это разряд военно-служилых землевладельцев, которые получали землю за несение военной службы.